# Willows
Willows is een plaats (city) in de Amerikaanse staat Californië, en valt bestuurlijk gezien onder Glenn County.

## Demografie
Bij de volkstelling in 2000 werd het aantal inwoners vastgesteld op 6220.
In 2006 is het aantal inwoners door het United States Census Bureau geschat op 6293, een stijging van 73 (1.2%).

## Geografie
Volgens het United States Census Bureau beslaat de plaats een oppervlakte van
7,5 km², waarvan 7,4 km² land en 0,1 km² water. Willows ligt op ongeveer 43 m boven zeeniveau.

## Geboren in Willows
- Ace Adams (1910-2006), honkballer

## Plaatsen in de nabije omgeving
De onderstaande figuur toont nabijgelegen plaatsen in een straal van 40 km rond Willows.